# Casasimarro (kommunhuvudort)
Casasimarro är en kommunhuvudort i Spanien.   Den ligger i provinsen Provincia de Cuenca och regionen Kastilien-La Mancha, i den centrala delen av landet, 180 km sydost om huvudstaden Madrid. Casasimarro ligger 768 meter över havet och antalet invånare är 3 051.
Terrängen runt Casasimarro är platt. Runt Casasimarro är det ganska tätbefolkat, med 75 invånare per kvadratkilometer. Närmaste större samhälle är Quintanar del Rey, 9,3 km öster om Casasimarro. Trakten runt Casasimarro består till största delen av jordbruksmark.